# Hermonassa pallidula
Hermonassa pallidula är en fjärilsart som beskrevs av John Henry Leech 1900. Hermonassa pallidula ingår i släktet Hermonassa och familjen nattflyn. Inga underarter finns listade i Catalogue of Life.